# 白勢誠一
白勢 誠一（しろせ せいいち、1913年〈大正2年〉10月22日 - 1982年〈昭和57年〉10月26日）は、日本の実業家。白勢商事社長。早稲田大学校友会 新潟市稲門会会長。新潟県損害保険代理業協会初代会長。

## 経歴
新潟県新潟市出身。白勢量作の長男。1938年、早稲田大学商学部卒業。1944年、白勢代表社員となる。1953年、白勢商事社長に就任。
1954年、新潟商工会議所監事に選ばれる。1959年、第四銀行監査役を兼ねる。1982年（昭和57年）10月26日死去。

## 人物
趣味はゴルフ、囲碁。宗教は浄土真宗。住所は新潟県新潟市本町通八番町。

## 栄典
- 藍綬褒章 - 1977年[7]
- 正六位 - 1982年10月26日追賜[3]
- 勲五等双光旭日章 - 1982年10月26日追贈[3]

## 家族・親族
白勢家
- 祖父・春三[6]（1863年 - 1941年、新潟商工会議所顧問、資産家、第四銀行頭取、白勢合名代表、衆議院議員、貴族院議員）
- 父・量作[6]（1883年 - 1944年、新潟商工会議所会頭、白勢合名代表、東北配電社長）
- 姉・フミ（1911年 - ?、千葉、小幡治和の妻）[8]
- 妻（新潟、二宮孝順の四女）[8]
- 長男・仁士（白勢商事社長）
- 娘

親戚
- 小幡治和（官僚、参議院議員、防衛政務次官）